# Annahita Zamanian
Annahita Zamanian (persan : آناهیتا زمانیان), née le 19 février 1998 à Londres, est une footballeuse française évoluant au poste de milieu de terrain.

## Biographie
Annahita Zamanian née à Londres d'un père iranien, qui a fui son pays pour l’Angleterre, et d'une mère française d'origine bretonne. À l'âge de quatre ans, elle déménage en Suède. Bien qu'elle passe la plus grande partie de sa vie en Suède, elle est citoyenne française et anglaise. Elle parle couramment l'anglais, le français, le persan et le suédois.

## Carrière

### Carrière en club
En 2013, elle est repérée par le Kopparbergs/Göteborg FC, un club évoluant en première division suédoise. 
En août 2018, elle signe pour le Paris SG. Le 17 octobre 2018, elle joue son premier match de Ligue des champions pour le Paris SG lors des huitièmes de finale, avec une victoire 2 à 0 contre le club suédois du Linköpings FC. 
Le 2 janvier 2020, en manque de temps de jeu lors de la saison 2019-2020, elle rompt son contrat avec le PSG et signe à la Juventus.

### Carrière en sélection
Ne possédant pas de passeport suédois, elle se voit refuser la sélection suédoise. Elle se fixe alors pour objectif de jouer pour la France, pays d'origine de sa mère.
Annahita Zamanian commence sa carrière internationale avec l'équipe de France des moins de 16 ans, puis des moins de 17 ans, avant de se voir appeler chez les moins de 20 ans.
Elle participe à la Coupe du monde des moins de 20 ans en 2018, compétition organisée en France. Elle joue comme titulaire lors de quatre rencontres, en étant éliminée en demi-finale face à l'Espagne. 

## Palmarès
- Göteborg FC
  - Vice-championne de Suède en 2018

- Paris SG
  - Vice-championne de France en 2019